# The DJ List Inc.
The DJ List Inc. é uma empresa de capital fechado, sedeada em Orlando, Flórida e baseada na internet, dedicada a promoção da música eletrônica. A empresa foi fundada em 2000 por John A Sampson, que também é CEO da empresa.
The DJ List é um diretório sobre música eletrônica, funcionando como um banco de dados que fornece informações sobre DJs, gravadoras, boates, publicitários e demais pessoas e organizações envolvidas com o mundo da música eletrônica. O banco de dados possui entre outras coisas, um ranking de DJs construído a partir da participação de seus membros.